# قائمة الرياضيين الفلسطينيين الذين قتلوا في الحرب الفلسطينية الإسرائيلية
تدهورت الرياضة الفلسطينية بسبب الاجتياح الإسرائيلي المستمر لغزة. بحلول مايو 2024، ما لا يقل عن 265 رياضيًا فلسطينيًا، 55 منهم من لاعبي كرة القدم، قتلوا في الهجمات الإسرائيلية، منهم 18 طفلاً و37 مراهقًا. كما أدت الاجتياحات الإسرائيلية إلى تدمير الملاعب وإغلاق الأندية. وأعلن اتّحاد اللاعبين المحترفين أن "ما لا يقل عن 182 رياضيًا ومسؤولًا رياضيًا قتلوا" خلال الحرب.
تمكنت كرة القدم الفلسطينية، من خلال مرورها بتطوّرات الانتفاضة الثانية والحروب الإسرائيلية المتعاقبة على غزة، من دخول كأس أمم آسيا في ثلاث فترات متتالية. لكن الحرب الإسرائيلية الأخيرة على غزة جعلت من الصّعب على المنتخب الفلسطيني لكرة القدم المشاركة في المرحلة التمهيدية لكأس العالم 2026 وكأس أمم آسيا 2024.

## الرياضيين الفلسطينيين

### لاعبي الكاراتيه
1. ياسمين شرف – كاراتيه
2. بيسان / جمان / يمان حسنين – اتحاد الكاراتيه
3. نغم أبو سمرة – كاراتيه [6]
4. محمّد إياد أبو شعيرة – لاعب كاراتيه.
5. علي أحمد البياضي – لاعب كاراتيه
6. أحمد علي البياضي – لاعب كاراتيه
7. محمد أبو شريعة – لاعب كاراتيه في نادي الشّمس الرياضي
8. يوسف قدوم – لاعب كاراتيه[7]

### لاعبي كرة السلة
1. تحسين طالب – لاعب كرة سلّة بنادي الشاطئ
2. سوار المدهون – لاعب كرة سلّة
3. حامد أبومعيلق – لاعب كرة سلّة

### لاعبي الكرة الطائرة
1. أنس حمدان – لاعب كرة طائرة
2. محمد درابية – حكم كرة طائرة، حكم مساعد لكرة القدم
3. جمانة المصري – لاعبة كرة طائرة بنادي غزة الرياضي
4. أحمد أبو راكان – كرة طائرة
5. حسن زعيتر – كرة طائرة[8]
6. إبراهيم قصيع – كرة طائرة
7. محمد مدحت زيد – لاعب كرة طائرة خدمات جباليا
8. رامي أبو شاويش – لاعب كرة طائرة بنادي خدمات جباليا
9. وسام جاد الله – مدرّب منتخب فلسطين للكرة الطائرة
10. محمد شاكر صافي – عضو اتّحاد الرياضة للجميع ومدرب ألعاب القوى وحكم الكرة الطائرة

### لاعبو كرة القدم
1. محمد بركات – لاعب منتخب فلسطين لكرة القدم
2. نذير النشاش – كرة قدم
3. احمد دراغمة
4. معين المغربي – لاعب منتخب فلسطين لكرة القدم؛ حائز على الميدالية البرونزية الأولى عام 1999 في البطولة العربية.
5. رشيد دبور – كرة قدم
6. عدلي الرفاتي – لاعب منتخب فلسطين للأشخاص ذوي الإعاقة
7. محمد الريفي – كرة قدم
8. براء مدحت – كرة قدم
9. هيثم العرعر – حارس مرمى كرة قدم
10. محمد الغزالي – كرة قدم
11. محمد أكرم حجازي – كرة قدم
12. إبراهيم أبو زيد – كرة قدم
13. محمد حسونة – كرة قدم
14. محمد الطويل – كرة قدم
15. أسامة أبو نهار – كرة قدم
16. محمد قنان – كرة قدم
17. محمد المقيد – كرة قدم
18. محمد أبو دان – كرة قدم
19. فتحي اسعيفان – كرة قدم
20. عبد القادر العطار – كرة قدم
21. أحمد حاتم الفرا – كرة قدم
22. عبد الله أبو سليمة – كرة قدم
23. محمد أبو سليمة – كرة قدم
24. عبد الرحمن العقاد – كرة قدم
25. رائد بارود – كرة قدم
26. أحمد عوض – كرة القدم قصيرة القامة
27. رشيد عيد – كرة قدم
28. طارق الحور – كرة قدم
29. محمد الحور – كرة قدم
30. عبد الله أبو الهيجاء – كرة قدم
31. محمد عوض النجار – كرة قدم
32. أحمد رياح – كرة قدم
33. عبد الرّحمن خطاب – كرة قدم
34. عماد حمدان – كرة قدم
35. عماد أكرم حجازي – كرة قدم
36. شادي صباح – كرة قدم
37. أسامة أبو نصار – كرة قدم
38. يحيى الآغا – كرة قدم
39. محمد أبو حصيرة – كرة قدم
40. محمود أبو سليمة – لاعب كرة قدم
41. محمود أبو دان – محمد أبو دان – لاعبو كرة قدم
42. محمد محمود القان – لاعب كرة قدم
43. محمد أحمد أبو زيد – رئيس نادي شباب الزوايدة سابقاً
44. أحمد عدو – لاعب منتخب فلسطين لكرة القدم قصير القامة
45. إسماعيل أبو شملة – عضو مجلس إدارة نادي خدمات المغازي
46. محمد حسونة – كابتن نادي شباب الزوايدة
47. محمود عفانة – مدرب حراس مرمى نادي الزيتون
48. خالد بدير – حكم كرة قدم
49. عمر أبو عنزة – لاعب كرة قدم بنادي شباب رفح
50. صبحي أبو سمرة – لاعب كرة قدم في أكاديمية المحترفين
51. موسى مصلح – لاعب نادي المشتل
52. محمد مروان الططري – لاعب كرة قدم
53. خالد زبيدي – لاعب كرة قدم بنادي زيتا
54. جهاد الحاج أحمد – مراقب بطولات كرة القدم
55. أمير الحلو أبو السعود – مدرب سابق لفريق خدمات جباليا لكرة السلة
56. أحمد – علان – لاعب كرة قدم جبل المكبر
57. أحمد علوان – لاعب كرة قدم بنادي النماء
58. محمد نضال الحواجري – لاعب كرة القدم في نادي خدمات النصيرات
59. يوسف داود – لاعب كرة قدم
60. محمد المفلوح – لاعب نادي شباب جباليا
61. محمد فيصل أبو عواد – لاعب كرة قدم بنادي نور شمس
62. صالح بركة – لاعب نادي العطاء الرياضي

### آخرون
1. مؤمن عقل – اتحاد كمال الأجسام
2. ثائر أبو التين – مصارع، نادي جنين للمصارعة
3. رغد الجعبري – لاعبة كرة السلة على الكراسي المتحركة
4. سما الجعبري – لاعبة كرة السلة على الكراسي المتحركة
5. حسين صباح – اتحاد كرة الطاولة
6. نهاد المفلوح – مدرب نادي شباب جباليا
7. بلال أبو سمعان – مدرب اتحاد ألعاب القوى
8. صبحي فروانة – عضو مجلس إدارة نادي اتحاد خان يونس
9. جمال العقيلي أبو يوسف - رئيس لجنة الاستئناف في الاتحاد الفلسطيني لكرة القدم (مؤسس رياضة الننشاكو في فلسطين)
10. عبد الرحيم لؤي خشان – لاعب التايكوندو في نادي غزة الرياضي
11. منصر أبو شرخ – رياضي المصارعة
12. سعيد أبو ركبة – رياضي المصارعة
13. أشرف مراد – منتخب فلسطين للبيسبول (المدير الفني لاتحاد البيسبول)
14. باسم النباهين – كرة سلة
15. عبد الحافظ المبحوح – جودو
16. محمد الدلو – رئيس الاتحاد الفلسطيني لتنس الطاولة

## المسؤولين والفنيين
1. عارف النباهين – شخصيّة رمزية للفريق
2. محمد الدلو - رئيس اتحاد كرة الطاولة
3. عيسى العروقي – حكم كرة الطاولة
4. محمد مطر – المسؤول الإعلامي باتحاد الجودو
5. نادر أبو يوسف – المشرف الرياضي في نادي خدمات النّصيرات
6. طلعت الطوباسي – مدير نادي غزة الرياضي
7. المحامي حمادة مخيمر – المستشار القانوني لنادي خدمات رفح
8. باسم السويركي – إدارياً في نادي المجمع الإسلامي
9. محمود الخطيب – مدرب الشباب بنادي رفح
10. محمود أبو زيد – رئيس نادي شباب الزوايدة
11. عمر أبو شاويش – عضو مجلس إدارة الاتحاد الثقافي والرياضي
12. أحمد المشعل – موظّف في المجلس الأعلى للشباب والرياضة
13. محمد حجازي – عضو إداري بنادي شباب جباليا
14. محمود الخطيب – مدرب كرة قدم (نادي شباب رفح)
15. كامل اليازجي – رئيس اتحاد ألعاب القوى واللياقة البدنية
16. مصطفى أبو عطوان أبو صائب – شخصية رمزية للفريق
17. محمد أبو سمرة – ممثل الإعلام الرياضي
18. تالا كليب – مدرب فريق نادي خانيونس لكرة القدم
19. عودة الحلو – طبيب منتخب فلسطين للكرة الطائرة – نادي شباب جباليا
20. يوسف جمعة سلامة – الرئيس الفخري لنادي خدمات المغازي
21. سليمان أبو شريعة – عضو مجلس إدارة نادي الشمس
22. جميل أبو شريعة – عضو مجلس إدارة نادي الشمس
23. محمد أبو شريعة – عضو مجلس إدارة نادي الشمس
24. نزار أبو شريعة – عضو مجلس إدارة نادي الشمس
25. أحمد بسام أبو شريعة – عضو مجلس إدارة نادي الشمس
26. بسام أبو شريعة – عضو مجلس إدارة نادي الشمس
27. منصر نوفل – رئيس رابطة مشجعي نادي الصداقة
28. هاني المصدر – مساعد مدرّب منتخب فلسطين الأولمبي لكرة القدم [9]
29. نبيل مبارك – رئيس منتخب فلسطين لألعاب القوى سابقاً
30. محمد خطاب – حكم كرة قدم دولي
31. نضال الشيخ عابد – رئيس نادي شوكة الرياضي – رفح
32. عبد القادر عبد الكريم أبو هولي – المجلس الأعلى للشباب والرياضة

## أنظر أيضا
- ملعب اليرموك

## مرجع
1. ↑  "Over 250 Palestinian sportsmen killed in Israeli attacks since Oct. 7: Official". Anadolu Agency. مؤرشف من الأصل في 2024-06-10.
2. ↑  Zidan، Karim (18 يناير 2024). "The case for sports sanctions against Israel". The Guardian. مؤرشف من الأصل في 2024-01-20. اطلع عليه بتاريخ 2024-02-11.
3. ↑  "Biden says he wants Israel to focus on 'how to save civilian lives' – as it happened". The Guardian. 15 ديسمبر 2023. مؤرشف من الأصل في 2023-12-15.
4. ↑  "Naming the athlete victims of Israel's war on Gaza". sportspolitika. مؤرشف من الأصل في 2024-06-10.
5. ↑  "'Many players have died': Israel's war on Gaza hits Palestinian football". aljazeera. مؤرشف من الأصل في 2024-06-09.
6. ↑  "Nagham Abu Samra: Palestine karate champion, victim of Israe". aljazeera. مؤرشف من الأصل في 2024-07-01.
7. ↑  "Palestinian athlete among those killed in Israeli strikes on Gaza as bombing continues for third day". newarab. مؤرشف من الأصل في 2024-06-10.
8. ↑  "Israeli airstrike in Gaza kills 2 volleyball players from Palestinian national team". arabnews. مؤرشف من الأصل في 2023-12-09.
9. ↑  "Will the IOC Do Anything About the Killing of Palestinian Athletes?". the nation. مؤرشف من الأصل في 2024-01-10.